# Áed mac Donnchada Muimnig
Áed mac Donnchada Muimnig  est le 9e roi d'Uí Maine issu de la lignée des Ó Ceallaigh (anglicisé en  O' Kellys)  de vers  1322 à vers 1325.

## Contexte
Áed mac Donnchada Muimnig est le 2e fils de  Donnchad Muimnech mac Conchobair. Il tente de s'imposer comme roi après la mort de son cousin germain Conchobar mac Domnaill tué en 1318 lors du combat de Fasa Choillid contre Cathal mac Domhnaill Ua Conchobair. On ignore la date et les conditions de sa disparition, il semble toutefois qu'il ait du faire face à la compétition de son parent Ruaidhrí mac Mathghamhna la stabilité du pouvoir en Uí Maine ne sera restauré que vers 1349 par son frère cadet Uilliam Buidhe mac Donnchadha Muimhnigh .

## Source
- (en) T.W Moody, F.X. Martin et F.J. Byrne, A New History of Ireland IX Maps, Genealogies, Lists. A companion to Irish History part II, Oxford, Oxford University Press, 2011, 690 p. (ISBN 978-0-19-959306-4).